# Ласло Бардошші
Ла́сло Ба́рдошші (угор. Bárdossy László; 10 грудня 1890, Сомбатхей, Угорщина — 10 листопада 1946, Будапешт) — угорський дипломат, прем'єр-міністр Угорщини в 1941–1942 рр.

## Життєпис
Народився в заможній родині. Почав кар'єру, отримавши посаду в міністерстві з релігійних справ. У 1920 році перейшов на роботу в міністерство закордонних справ, де керував департаментом преси в 1924–1931 р.. У 1931–1934 рр. служив співробітником повноважного представництва Угорщини в Лондоні. У 1934 році став послом в Румунії. У лютому 1941 р. Бардошші був призначений міністром закордонних справ в уряді Пала Телекі.
Після самогубства Телекі 3 квітня 1941 Бардошші був негайно призначений на посаду прем'єр-міністра, зберігши за собою посаду міністра закордонних справ. На чолі уряду Бардошші проводив виражену пронімецьку політику, вважаючи, що союз із Німеччиною дозволить Угорщині повернути землі, відібрані за Тріанонським договором.
У питаннях внутрішньої політики Бардошші виявився прихильником крайніх правих ідей, переслідуючи комуністів і євреїв. За наполяганням Бардошші в серпні 1941 був прийнятий Третій єврейський закон, серйозно обмежив можливості євреїв займатися підприємництвом і отримати роботу, а також заборонив їм вступати в шлюб або займатися сексом з неєвреями.
Після нападу Німеччини на СРСР регент Горті не рекомендував Бардошші втягувати країну в чергову війну. Проте 26 червня 1941 р. угорське місто Кашшая (нині Кошиці у Словаччині) піддалося бомбардуванню, і угорський уряд оголосив про те, що це були радянські бомбардувальники. Після цього Бардошші оголосив війну СРСР, порушивши цим Конституцію Угорщини, яка вимагала санкції парламенту на оголошення війни. Після атаки Японії на Перл-Гарбор 7 грудня 1941 р. Бардошші не поспішав оголошувати війну США, проте під тиском Німеччини зробив це 13 грудня знову без санкції парламенту.
7 березня 1942 р. регент Горті змусив Бардошші піти у відставку. Причини такого рішення невідомі, проте можливими варіантами історики називають нездатність Бардошші протистояти вимогам Німеччини, його постійні поступки правим і скерування все нових угорських військ на радянський фронт. Можливо, не менш важливою причиною було те, що Бардошші не дав Горті узаконити схему призначення його сина, Міклоша Горті-молодшого, на посаду регента в разі смерті Горті.
Після закінчення Другої світової війни Бардошші був заарештований і засуджений Народним трибуналом в листопаді 1945 за військові злочини і співпрацю з нацистами до смертної кари. Розстріляний у Будапешті в 1946 році.